# Bybło
Bybło (ukr. Библо) – wieś w rejonie samborskim (wcześniej w rejonie starosamborskim) obwodu lwowskiego Ukrainy. Wieś liczy około 414 mieszkańców. Leży nad rzeką Wyrwą. Podlega borszowickiej silskiej radzie.
Wieś położona w powiecie przemyskim, była własnością Andrzeja Maksymiliana Fredry, została spustoszona w czasie najazdu tatarskiego w 1672 roku. W 1921 w okresie II Rzeczypospolitej miejscowość liczyła około 826 mieszkańców. Znajdowała się w powiecie przemyskim.

## Linki zewnętrzne

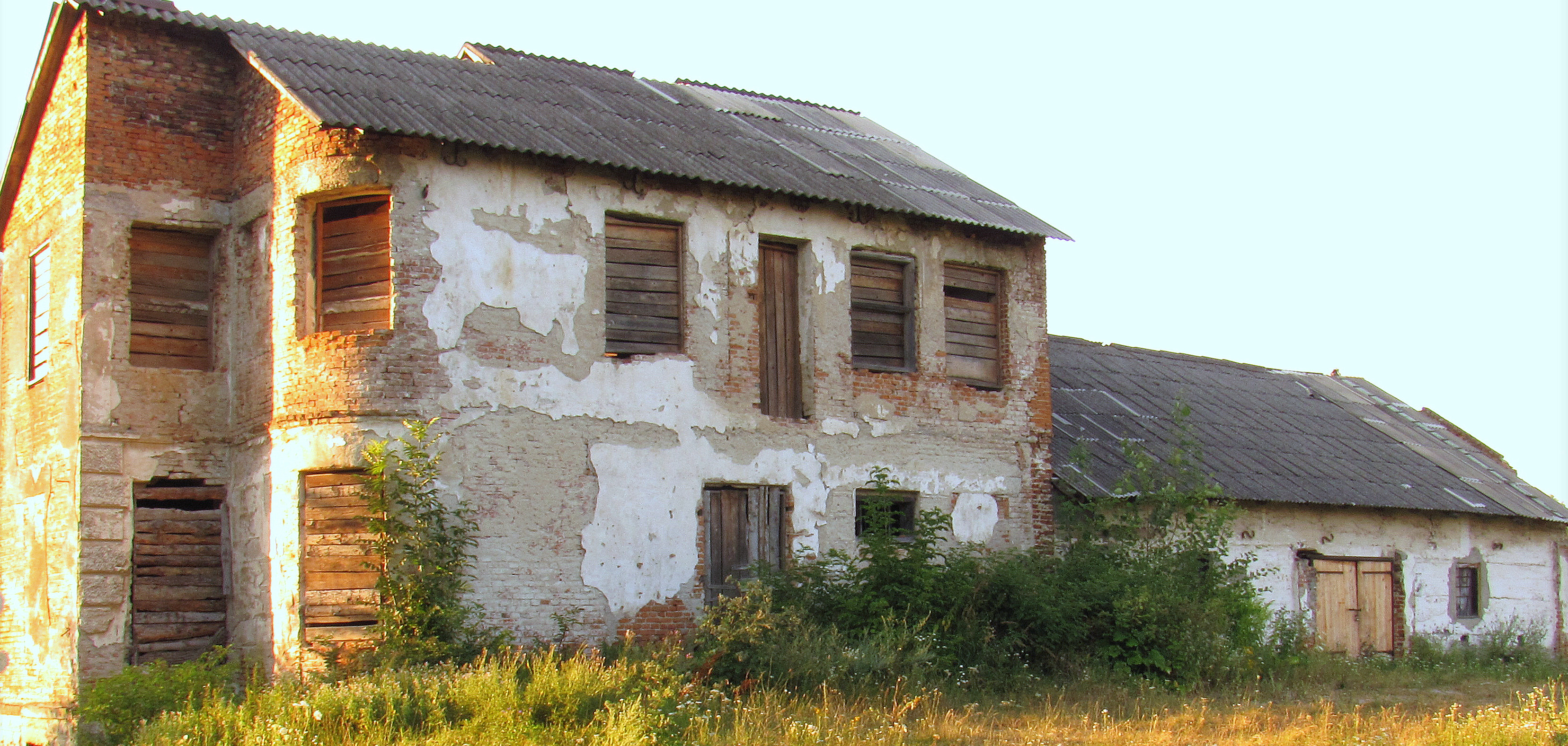
Pozostałości pałacu

## Ważniejsze obiekty
- Cerkiew greckokatolicka